# فلوریکا پروندا
فلوریکا پروندا (متولد ۵ آوریل ۱۹۵۹) یک هنرمند رومانیایی است که در بخارست، رومانی زندگی و کار می‌کند. پروندا در ۵ آوریل ۱۹۵۹ در یک خانواده آرمانیایی متولد شد که از آزار و اذیت رژیم کمونیستی رنج می‌بردند. او فارغ‌التحصیل دانشگاه ملی هنر، ایاشی (۱۹۸۴) است. بین (۱۹۹۳–۱۹۹۷) او دانشیار در دانشگاه ملی هنر بخارست بود.